# Траса W-Z (Варшава)

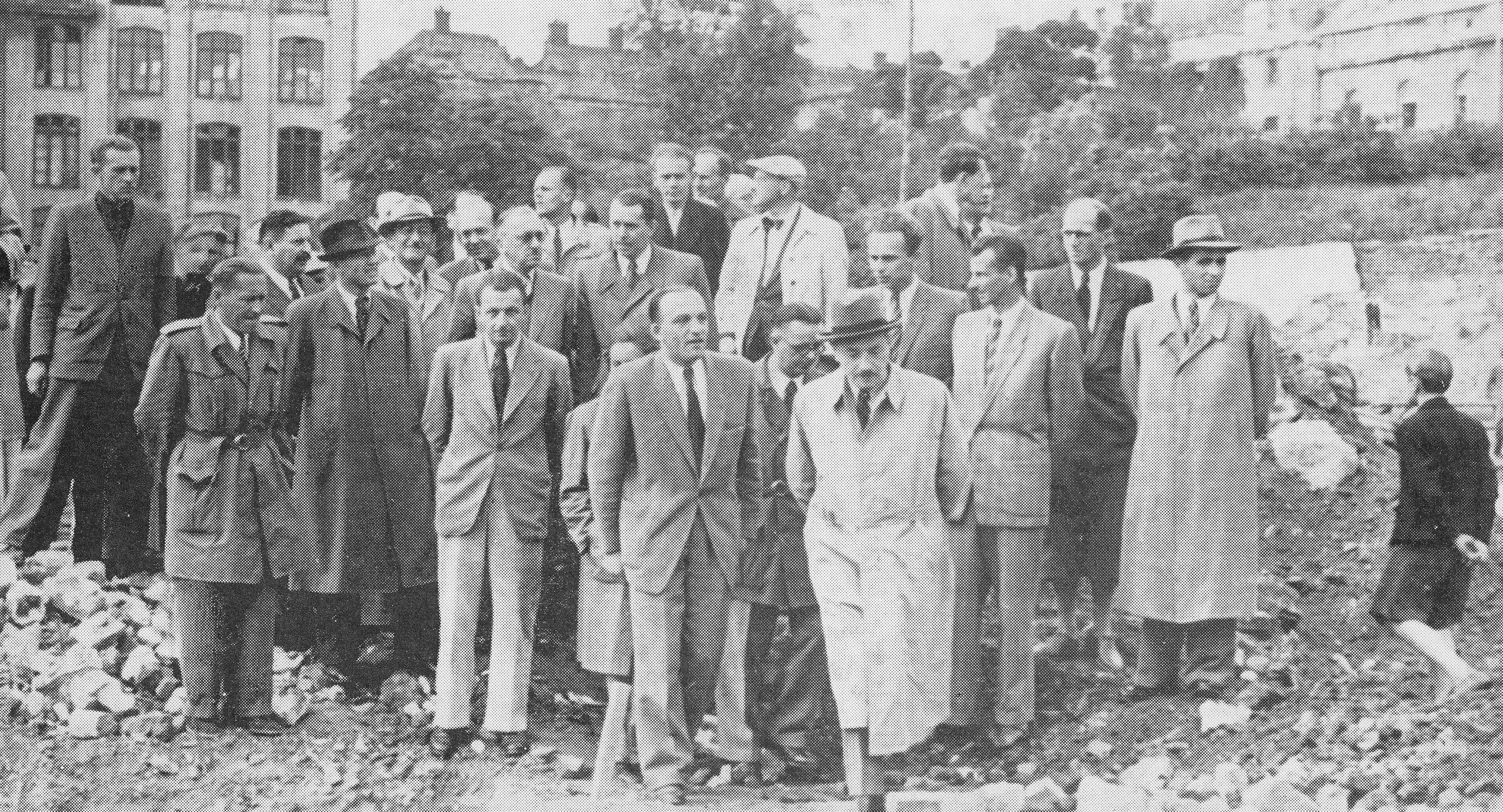
Президент ПНР Болеслав Берут і міністр відбудови Міхал Качоровський з групою архітекторів під час відвідування території будівництва майбутньої траси

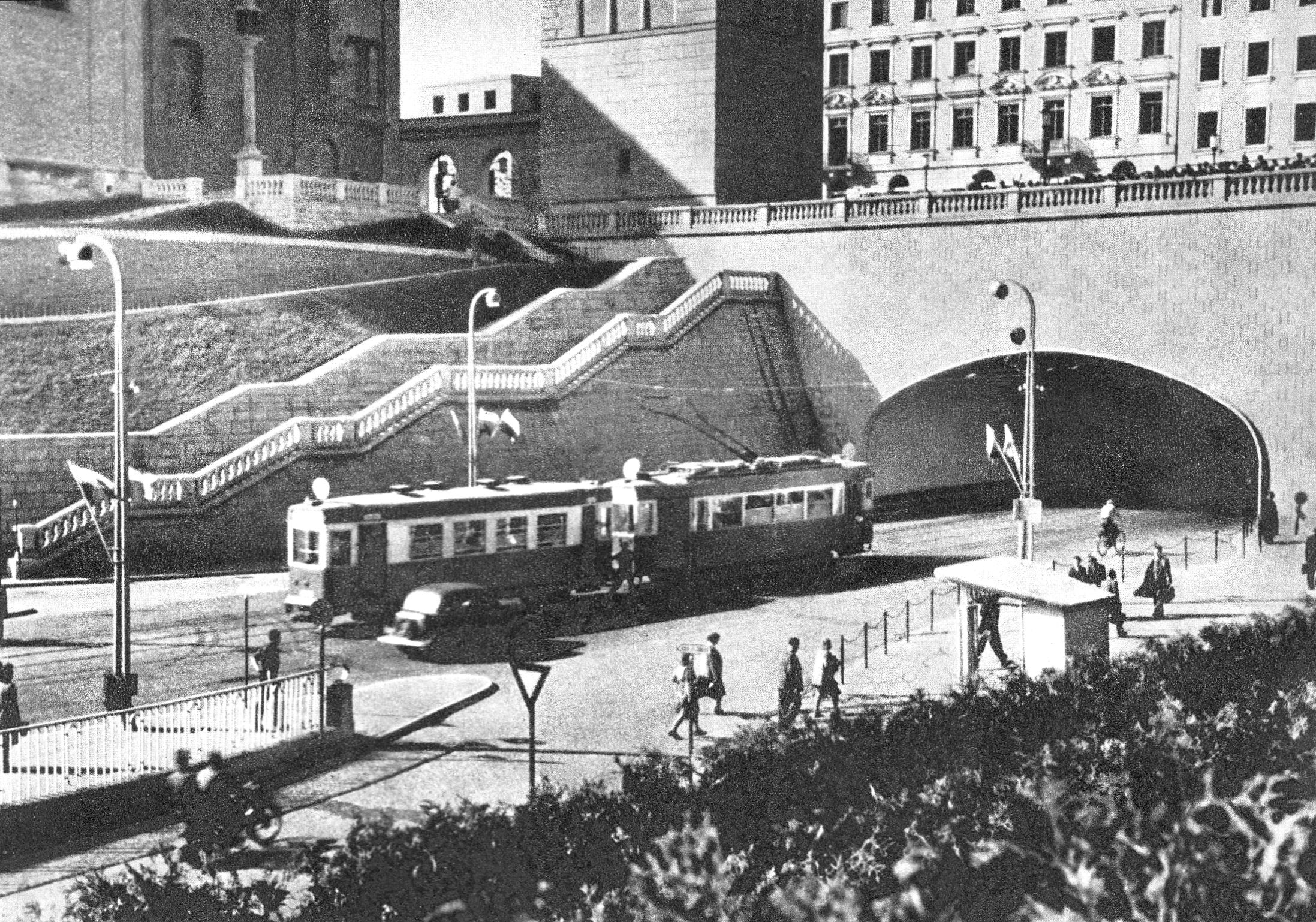
Тунель траси W-Z

Ескалатор

Траса W-Z (пол. "Trasa W-Z", скор. від "Trasa Wschód-Zachód" - траса Схід-Захід) - перший великий інфраструктурний проєкт після Другої світової війни у Варшаві, побудована в 1947–1949 роках.
Відкрито 22 липня 1949 року, у Національний день відродження Польщі . Протягом багатьох років, окрім сполучення районів Варшави, він також виконував роль важливої транзитної дороги через місто (у 1960-х та першій половині 1970-х років був частиною міжнародної дороги E12  , у 1985–1999 частина національної дороги № 18 , потім до 2000 року воєводської дороги № 18  ). Наразі є частиною воєводської дороги № 629 .

## Характеристика
Трасу прокладено зі сходу на захід (звідки і походить назва), від залізничного переїзду біля вулиці Радзимінської на перехресті з вул. Свірчевського (сьогодні алея «Солідарностіi» ) до перехрестя вулиць Вольської та Млинарської  . Вона включала також перебудовані вулиці: Лешно (ділянка вул. Вроня - пл. Дзержинського (сьогодні пл. Банковий )), Новий З'їзд (ділянка вул. Замкова - Вісла ) і Зигмунтовська (ділянка Сілезько-Домбровського мосту - Таргова ). Ділянка біля Королівського замку проходила через колишню ущелину річки Камьонка  . Загальна протяжність маршруту від вул. Радзимінської до вул. Млинарської становить 6760 метрів.
Характерний елемент траси W-Z - його тунель під вулицями Краківське передмістя, Сенаторська та Мьодова . З двох варіантів його реалізації було обрано відкритий розкоп і подальшу реконструкцію зруйнованих будівель (за винятком незбереженого Палацу Теппера )  .
Як і автомобільно-трамвайний тунель, так і пішохідний тунель, що веде до ескалаторів, спроектовані в стилі соцреалізму . Кераміка зіграла важливу роль в оформленні обох об'єктів – стіни обох тунелів облицьовані декількома видами плитки.

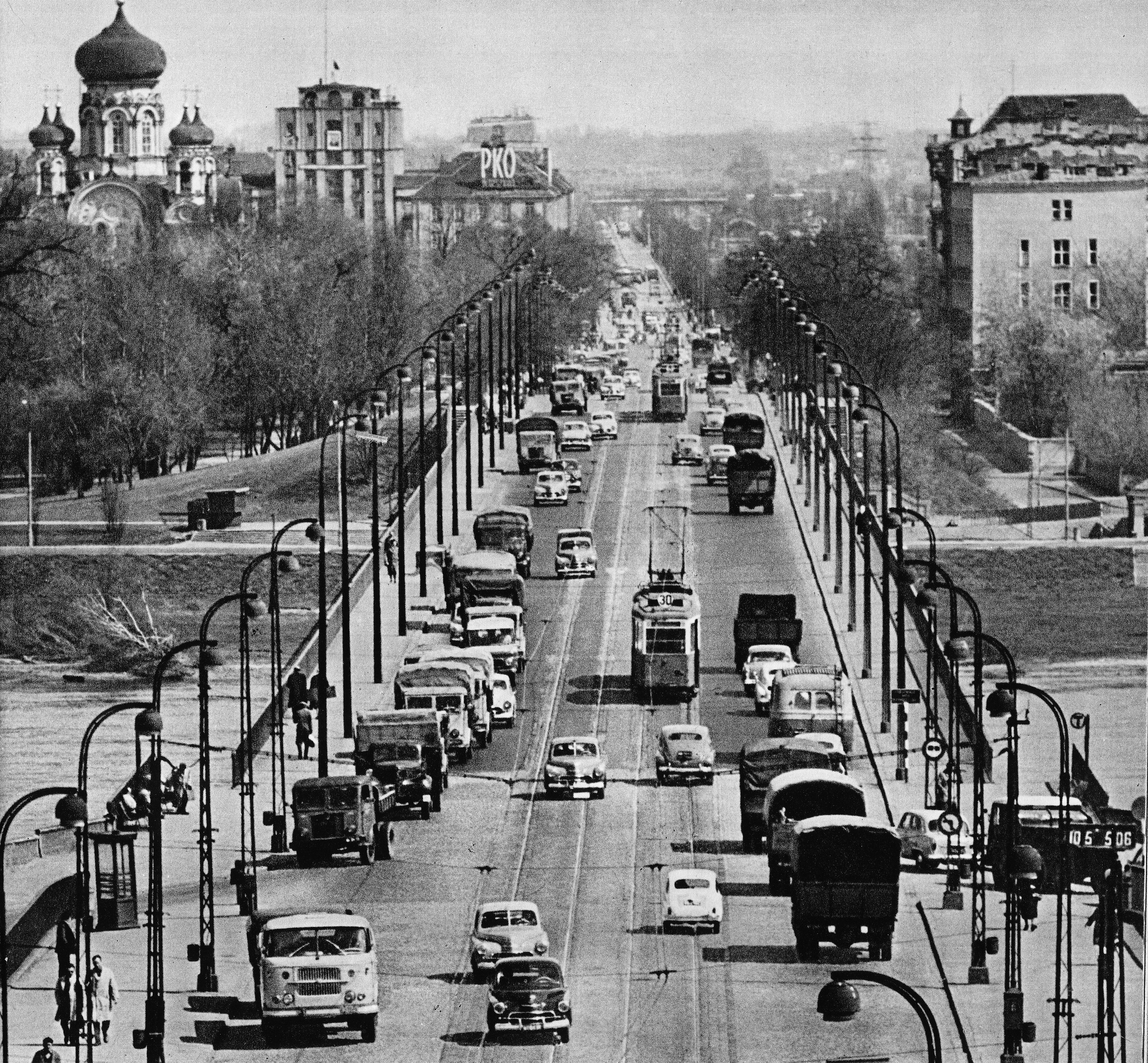
Празька частина траси W-Z, 1960-ті роки

### Будівництво
Під час будівництва траси W-Z, вулиці Марцела Новотки (з 1990 р. вул. ген. Владислава Андерса) та житлового масиву Марієнштат, схема вулиць у цьому районі Середмістя була частково змінена. Між іншим, був розібраний частково підірваний німцями після Варшавського повстання віадук Панцера, який колись дозволяв прямий вихід із Замкової площі на міст Кербедза, змінено перебіг вулиць Бєлянської, Капуцинської, Нового З'язду, Длугої та Налевкі. Новий Сілезько-Домбровський міст був побудований на опорах мосту Кербедза, зруйнованого під час війни.
Під час будівництва викопано близько 0,3 млн м³ щебня і 0,2 млн м³ землі  .
6 грудня 1948 року було завершено будівництво Сілезько-Домбровського мосту, а наступного дня — тунелю траси W-Z  .
Разом із завершальними роботами на трасі W-Z 12 липня 1949 року колона Сигізмунда III Вази повернулася на Замкову площу .
Східну ділянку траси (від вул. Радзимінської до Марієнштату) побудувала Компанія Будівнитства Мостів і Сталевих Конструкцій "Мостосталь" (пол. "Mostostal"), тоді як західну ділянку (від Марієнштату до вул. Вольської ) побудувала державна будівельна компанія "Бетонсталь" (пол. "Betonstal")  . Приблизно 4 тисячі людей брали участь в будівництві .

### Відкриття
Траса W-Z була введена в експлуатацію 22 липня 1949 року   . Вранці через міст і тунель пройшла процесія людей, які брали участь у будівництві, а ввечері відбулася танцювальна вечірка на ринковій площі Марієнштат  . Рішенням Президента Болеслава Берута від 22 липня 1949 року на прохання міністра будівництва групу осіб було нагороджено державними орденами за заслуги у будівництві траси W-Z  .

## Проєкти, пов'язані з трасою W-Z

### Ескалатори
З'єднує алею ген. Каорля Свірчевського (нині алея "Солідарності") із Замковою площею перший ескалатор у Польщі , виготовленим радянською компанією "Метрострой", який був справжньою туристичною пам'яткою столиці протягом наступних десятиліть. Довжина кожної лінії становила приблизно 30 метрів, пропускна здатність – 10 000 осіб на годину, висота по вертикалі – 12 метрів. Вихід із верхнього майданчика сходів знаходився у кам’яниці Новіцького (також її називають кам’яниця Яна ), відбудованій після Другої світової війни. Вироблена в кінці 1940-х років радянське машинне відділення важило майже 150 тонн і займало весь підвал кам'яниці. Пішохідний тунель, що веде до сходів, обробили клінкером, а на стінах — мідні плафони та гіпсові барельєфи «Разом у битві» та «Разом у відбудові», створені в майстерні Єжи Ярнушкевичем та символізують нерозривні зв’язки між Польщею та «братнім» Радянським Союзом. Перила сходів спочатку були оброблені деревом, покритим карагачським шпоном і мідним листом.
Під час експлуатації сходів часто виникала нестача запчастин, тому зламані прольоти (№ 1 і 3) поступово виводилися з експлуатації і ставали «донорами» деталей. Після виходу з ладу останнього працюючого ескалатора (№ 2) 30 червня 1997 року було прийнято рішення повністю закрити для пішохідного руху тунель з ескалаторами.
У підвалі кам'яниці, де раніше розташовувався 150-тонний машинний зал старих сескалаторів, є безкоштовні туалети (в тому числі один пристосований для інвалідів) та службові приміщення, а на одній зі стін – єдина пом'ятка радянської техніки - пульт управління з латунними написами "ВВОДЫ". "ЭСКАЛАТОР №1". «ЭСКАЛАТОР №2» і «ЭСКАЛАТОР №3». У вищезазначених службових приміщеннях місто хотіло створити інформаційний пункт, а також виставу фрагментів радянського обладнання ескалаторів. Нижня частина з’єднана з верхньою ескалаторною платформою новозбудованими ескалаторами та ліфтом для перевезення людей з обмеженими можливостями. Офіційне відкриття оновлених ескалаторів відбулося 21 липня 2005 року.

## Значення для інфраструктури міста

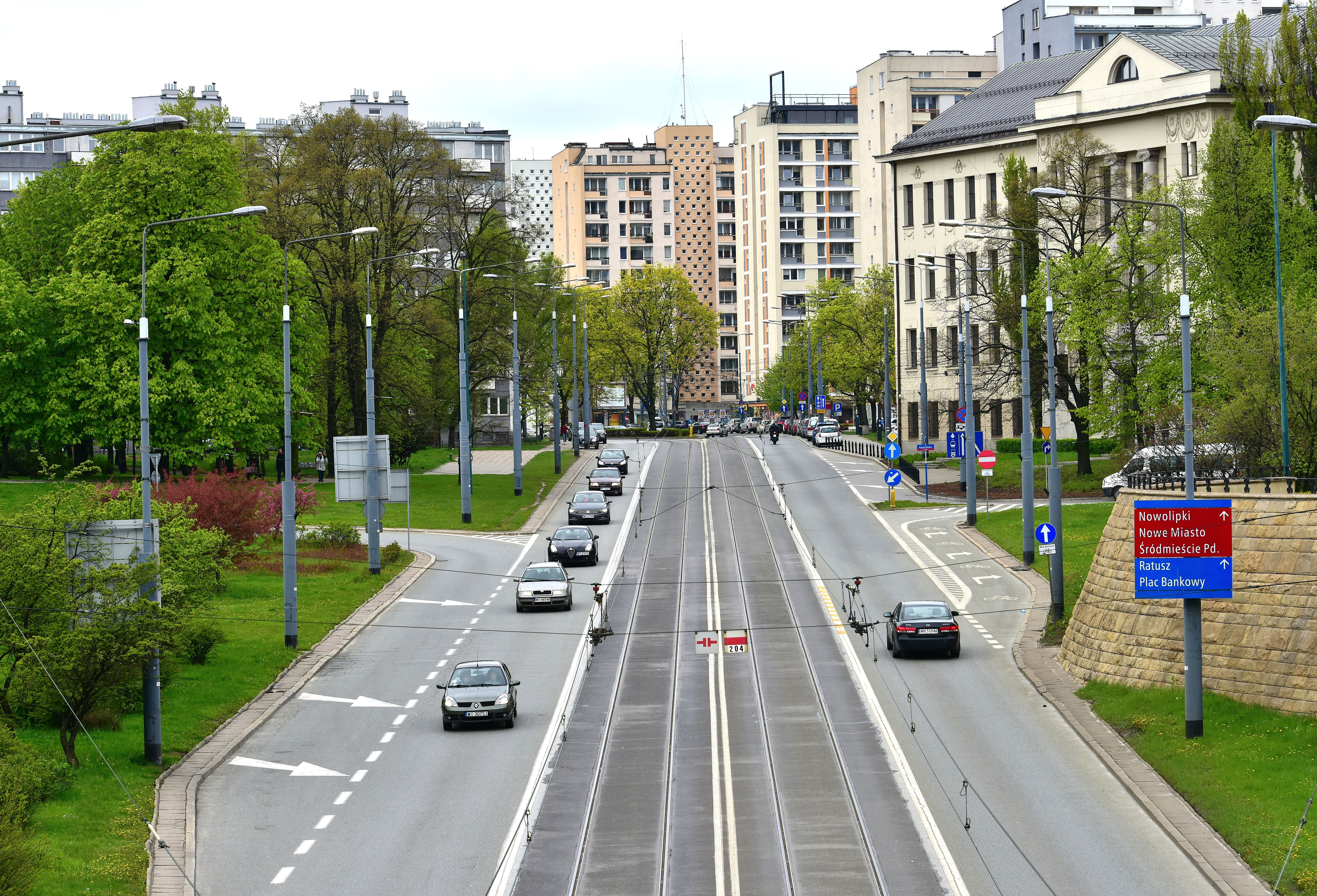
Траса W-Z, вид на західний в'їзд у тунель

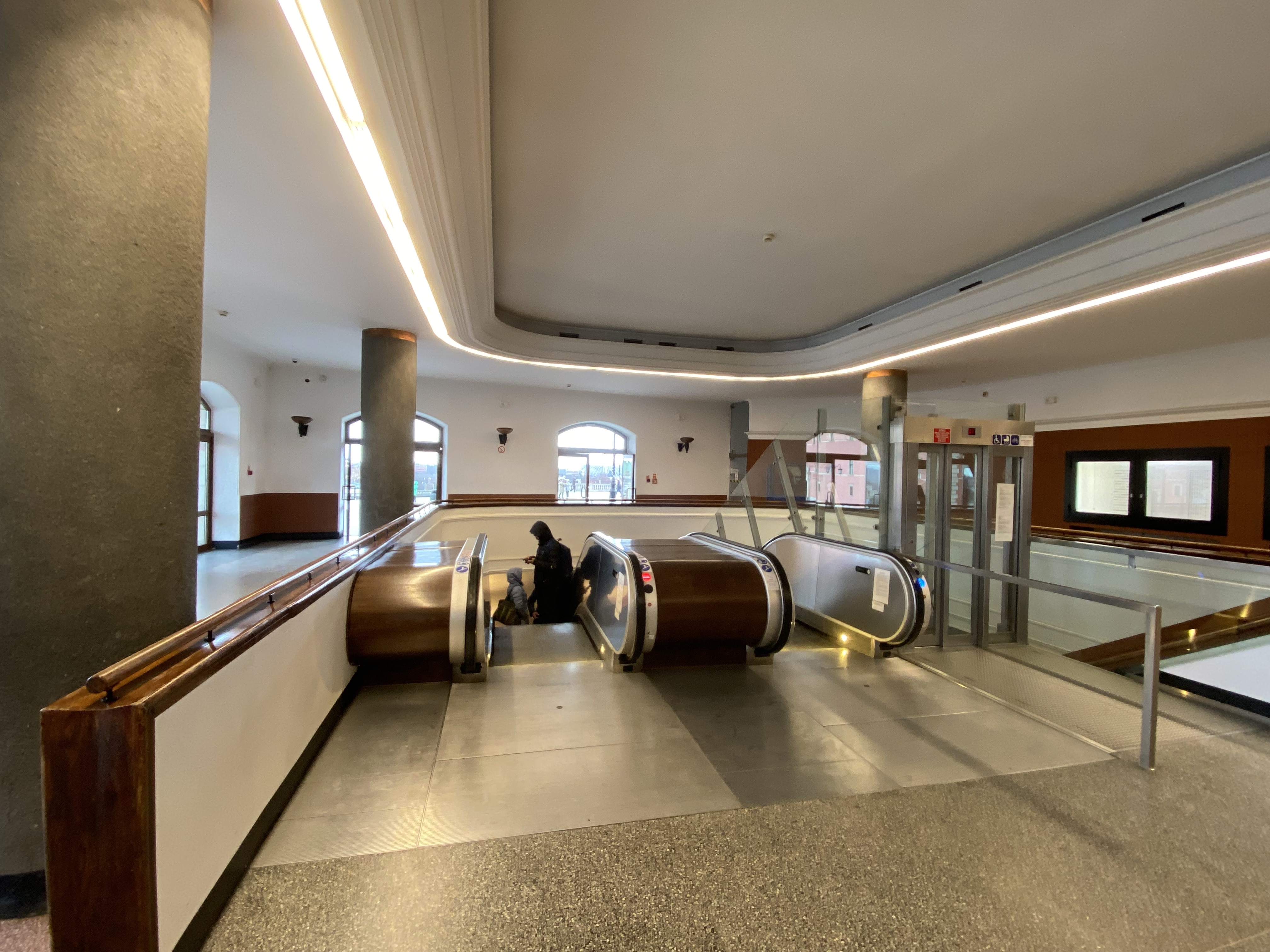
Ескалатори - верхня платформа (2023)

Траса W-Z побудована на місці колишніх мостів через Віслу та вулиць, що сполучають Прагу, Середмістя та Волю. Будівництво тунелю було інноваційним містобудівним рішенням – воно суттєво розвантажило рух на Замковій площі та прилеглих до Старого міста вулицях (до війни весь рух від мосту Кербедза їхав на Краківське передмістя та Мьодову).
Однак наразі частина траси W-Z, призначена для автомобільного руху, особливо на ділянці мосту через Віслу та біля Старого міста, у години пік стояїть у заторах. Міська влада прагне обмежити автомобільний рух і призначити його (особливо на центральній ділянці) переважно для громадського транспорту. У результаті суттєво зросла загальна пропускна спроможність маршруту (у розрахунку на кількість людей, які ним користуються)  .
Особливо небезпечною є ділянка траси біля тунелю, зупинки трамвая «Старе місто» та виїздів на Віслостраду — за тунелем є зупинки без пасажирських острівців (так звані "віденські зупинки" ) та пішохідний перехід, а потім різкий поворот маршруту біля Марієнштату.

### Трамвай
Траса W-Z є одним із чотирьох шляхів варшавських трамваїв, що курсують зі сходу на захід. У години пік трамваї в кожному напрямку (5 трамвайних ліній) курсують приблизно кожні 1,5 хвилини, а враховуючи автобуси (2 лінії) - щохвилини.
1. ↑  Plan Warszawy, № 1, Warszawa: Państwowe Przedsiębiorstwo Wydawnictw Kartograficznych, 1963
2. ↑  Plan Warszawy, № 5, Warszawa: Państwowe Przedsiębiorstwo Wydawnictw Kartograficznych, 1973
3. ↑  Warszawa: atlas aglomeracji 1:20 000 (вид. pierwsze). Warszawa: Polskie Przedsiębiorstwo Wydawnictw Kartograficznych. 1996. ISBN 83-7000-086-X.
4. ↑  Rozporządzenie Rady Ministrów z dnia 15 grudnia 1998 r. w sprawie ustalenia wykazu dróg krajowych i wojewódzkich (Dz.U. z 1998 r. nr 160, poz. 1071)
5. ↑  Encyklopedia Warszawy. Warszawa: Państwowe Wydawnictwo Naukowe. 1975. с. 693.
6. ↑  Lileyko, Jerzy (1976). Zamek Królewski. Warszawa: Państwowe Wydawnictwo Naukowe. с. 22.
7. ↑  Zachwatowicz, Jan (1981). Problemy zachowania historycznych budynków, [w:] Warszawa współczesna. Geneza i rozwój. Warszawa: Państwowe Wydawnictwo Naukowe. с. 276. ISBN 83-01-02892-0.
8. ↑  Małcużyński, Karol (1950). Zwiedzamy nową Warszawę. Warszawa: Spółdzielczy Instytut Wydawniczy „Kraj”. с. 26.
9. ↑  Małcużyński, Karol (1955). Szkice warszawskie. Warszawa: Książka i Wiedza. с. 57.
10. ↑  Grzegorz Piątek, 2020.
11. ↑  Małcużyński, Karol (1955). Szkice warszawskie. Warszawa: Książka i Wiedza. с. 49–50.
12. ↑  Małcużyński, Karol (1950). Zwiedzamy nową Warszawę. Warszawa: Spółdzielczy Instytut Wydawniczy „Kraj”. с. 29.
13. ↑  Bartoszewski, Władysław (1970). Kronika wydarzeń w Warszawie 1939–1949. Warszawa: Państwowe Wydawnictwo Naukowe. с. 185.
14. 1 2  Stępiński, Zygmunt (1984). Gawędy warszawskiego architekta. Warszawa: Krajowa Agencja Wydawnicza. с. 65. ISBN 83-03-00447-6.
15. ↑  M.P. z 1949 r. nr 94, poz. 1121.
16. ↑  Piątek, Grzegorz (2020). Najlepsze miasto świata. Warszawa w odbudowie 1944−1949. Warszawa: Wydawnictwo W.A.B. с. 337. ISBN 978-83-280-3725-0.
17. ↑  TRANSPORT: Miasto jest za, a nawet przeciw. srn.zm.org.pl.